# Dauerlicht
Als Dauerlicht werden in der Fotografie künstliche Lichtquellen bezeichnet, die ein Motiv über eine längere Zeit ausleuchten (siehe Lichtführung).
Derartige Lichtquellen sind typischerweise
- Halogenlampen mit einer Farbtemperatur von 3.400 K.
- Tageslichtlampen mit einer Farbtemperatur von 5.500 K.

Im Gegensatz zum Blitzlicht ermöglicht das Dauerlicht eine leichtere Bewertung der Lichter und Schatten während der Einstellung der Lichtquellen. Mit Ausnahme des Dauerlichtes aus Gasentladungslampen erzeugt das Licht jedoch auch erhebliche Wärme, die unter anderem die Brandgefahr erhöht. Zudem sind für eine helle Ausleuchtung der Szene große Energiemengen erforderlich.
In Zeiten der Energiesparlampen und auch der LEDs wird dieses Problem allerdings zunehmend geringer.